# Футбол на літніх Олімпійських іграх 1996
Футбольний турнір на Літніх Олімпійських іграх 1996 року проводився серед чоловіків, і вперше - серед жінок. Розпочались змагання 20 липня 1996 року.
На турнірі серед чоловіків грали збірні U-23 (до 23 років) та троє гравців старше цього віку. На жіночих змаганнях були представлені повноцінні національні команди.

## Чоловіки
| Змагання         | Золото        | Срібло          | Бронза         |
| ---------------- | ------------- | --------------- | -------------- |
| Чоловічий турнір | Нігерія (NGR) | Аргентина (ARG) | Бразилія (BRA) |

## Жінки
| Змагання       | Золото    | Срібло      | Бронза         |
| -------------- | --------- | ----------- | -------------- |
| Жіночий турнір | США (USA) | Китай (CHN) | Норвегія (NOR) |